# Molocikî, Ciudniv
Molocikî (în ucraineană Молочки) este localitatea de reședință a comunei Molocikî din raionul Ciudniv, regiunea Jîtomîr, Ucraina.

## Demografie
Componența lingvistică a localității Molocikî
     Ucraineană (97,66%)
     Rusă (2,02%)
     Alte limbi (0,31%)
Conform recensământului din 2001, majoritatea populației localității Molocikî era vorbitoare de ucraineană (97,66%), existând în minoritate și vorbitori de rusă (2,02%).